# Літошко Євген Володимирович
Євген Володимирович Літошко (17 грудня 1914, село Кунья, тепер смт. Псковської області, Російська Федерація — 14 лютого 1963, місто Москва, тепер Російська Федерація) — радянський журналіст-міжнародник, редактор відділу американських країн і член редакційної колегії газети «Правда».

## Життєпис
У 1935 році закінчив Московський інститут іноземних мов. Працював викладачем англійської мови, заступником декана факультету англійської мови.
З грудня 1936 по 1938 рік служив у Червоній армії.
У 1938—1941 роках — журналіст іноземного відділу газети «Известия».
У липні 1941—1948 роках — на журналістській і політичній роботі в Червоній армії. Служив у Московському військовому округу.
Член ВКП(б) з 1944 року.
У 1945 році — старший інструктор політичного управління 2-го Далекосхідного фронту, редактор редакційно-видавничого відділення 7-го відділу політичного управління при головнокомандувачі радянських військ на Далекому Сході.
У 1949—1955 роках — кореспондент Всесоюзного радіо, кореспондент газети «Правда» в Нью-Йорку (США).
З грудня 1955 року — співробітник редакції, з 1959 по 14 лютого 1963 року — редактор відділу американських країн і член редакційної колегії газети «Правда».
Помер 14 лютого 1963 року в Москві. Похований 16 лютого 1963 року на Новодівочому цвинтарі Москви.

## Звання
- технік-інтендант 1-го рангу
- капітан
- майор

## Нагороди та відзнаки
- орден Червоної Зірки (.09.1945)
- медаль «За бойові заслуги» (26.10.1955)
- медаль «За перемогу над Німеччиною у Великій Вітчизняній війні 1941—1945 рр.»
- Ленінська премія (1960) — за участь у створенні книги «Віч-на-віч з Америкою» (про поїздку Микити Хрущова в США).[1].